# Калдес
Калдѐс (на италиански: Caldes; на ладински: Cjaudes, Чаудес) е село и община в Северна Италия, автономна провинция Тренто, автономен регион Трентино-Южен Тирол. Разположено е на 697 m надморска височина. Населението на общината е 1091 души (към 2019 г.).